# Pyura hupferi
Pyura hupferi is een zakpijpensoort uit de familie van de Pyuridae. De wetenschappelijke naam van de soort is voor het eerst geldig gepubliceerd in 1908 door Michaelsen.